# 제5대 브라본 남작 마이클 내치불
제5대 브라본 남작 마이클 허버트 루돌프 내치불(Michael Herbert Rudolf Knatchbull, 5th Baron Brabourne, 1895년 5월 8일 ~ 1939년 2월 23일)은 영국의 귀족이자 군인으로, 제4대 브라본 남작의 아들이었다.